# 스키피오 가
스키피오 가(Scipio)는 고대 로마에 있었던 가문의 이름 중 하나이다. 코르넬리아 씨족(gens Cornelia)에 속하는 파트리키 계의 가문에서 가장 유명한 가문으로 알려져 있다. 특히 로마 공화정 중기 포에니 전쟁 때 많은 인재를 배출하여 스키피오 서클이라고 불리게 되었다. 기원전 3세기까지 거슬러 올라가는 스키피오 가문의 묘비는 1780년에 재발견되어 로마 공화정을 연구하는데 중요한 자료로서 초창기의 라틴어 문학 자료로도 중요시되고 있다. 또한 이탈리아의 국가인 마메리의 찬가에도 불리고 있다.

## 계보
유명한 스키피오 가문의 남성은 아래와 같은 사람들이 있다.
1. 루키우스 코르넬리우스 스키피오 바루바투스
2. 루키우스 코르넬리우스 스키피오
3. 구나에우스 코르넬리우스 스키피오 아시나
4. 푸블리우스 코르넬리우스 스키피오
5. 그나이우스 코르넬리우스 스키피오 칼부스
6. 푸블리우스 코르넬리우스 스키피오 아프리카누스 (대 스키피오)
7. 루키우스 코르넬리우스 스키피오 아시아게누스
8. 푸블리우스 코르넬리우스 스키피오 나시카
9. 푸블리우스 코르넬리우스 스키피오 아에미리아누스 아프리카누스 (소 스키피오)
10. 푸블리우스 코르넬리우스 스키피오 나시카 코르쿨룸
11. 푸블리우스 코르넬리우스 스키피오 나시카 세라피오
12. 푸블리우스 코르넬리우스 스키피오 나시카 세라피오
13. 푸블리우스 코르넬리우스 스키피오 나시카
14. 퀸투스 카에키리우스 메텟루스 피우스 스키피오 나시카